# ريما نزال
ريما كتانة نزال واسمها الكامل عند الولادة ريما عزت شريف كتانة (1 مايو 1950 – ) سياسية فلسطينية، ولدت ونشأت في مدينة طولكرم الفلسطينية، تعد واحدة من وجوه الحركة الوطنية الفلسطينية، ومن رائدات العمل النسائي الفلسطيني، وأحد أعضاء منظمة التحرير الفلسطينية، وهي عضو المجلس الوطني الفلسطيني والمجلس المركزي الفلسطيني، وكانت إسرائيل قد أبعدتها عام 1969 إلى خارج فلسطين لتكون أصغر مبعدة فلسطينية ومن أوائل المبعدات الفلسطينيات، ثم وافقت إسرائيل عام 1996 على عودتها إلى فلسطين بعد إبعادٍ قسري استمر لمدة سبعة وعشرون عامًا متواصلة.

## نشأتها
ولدت ريما عزت شريف كتانة بتاريخ 1 مايو 1950 في مدينة طولكرم الفلسطينية الحدودية ونشأت بها، وتلقت تعليمها في مدارس مدينتها طولكرم، وهي شقيقة الوزير الفلسطيني عمر كتانة.
والدها "عزت كتانة" كان قياديًا بعصبة التحرر الوطني الفلسطيني في مدينة طولكرم ومديرًا لبريد طولكرم قبل حرب النكسة عام 1967، وبذلك تأثرت بشكل كبير بشخصية والدها السياسية، إذ تقول بأن والدها قد "ورّثها حب العمل السياسي"، كما كانت تشارك في الاجتماعات السرية منذ صغرها.
تقول ريما: «من على سطح بيتنا في طولكرم الحدودية، كنت أشاهد قطارًا يمر بمحاذاة كلية خضوري الزراعية، في الغرب. يكاد صفيره يصل أسماعي في مساءات طولكرم الصامتة. "خذني أشوف القطار يا أبي". معلوماتي عن القطار تشكلت من الأفلام المصرية. "القطار مش معنا، معهم.."، "ومن هم..؟". لغز القطار جلب معه ألغازًا جديدة، منذ تلك اللحظة بدأت مفرداتي تتوسع، النكبة والهجرة، المخيم والخيمة، إسرائيل وقرار التقسيم والهدنة وخطها وكرت المؤن واللاجئين والشهداء وفلسطين 48. كلما تفكك لغز برز لغز  جديد. ولا زالت الألغاز تتواصل».

## حياتها السياسية
قادت ريما عام 1968 مظاهرة نسائية ضد السلطات الإسرائيلية في مدينتها طولكرم، فاعتقلتها السلطات الإسرائيلية وزجت بها في سجن طولكرم ليكون بذلك اعتقالها الأول.
اعتقلتها السلطات الإسرائيلية للمرة الثانية وذلك عام 1969 خلال سفرها عبر جسر الملك حسين على الحدود الفلسطينية الأردنية، حيث اتهمتها إسرائيل بحيازة بيانات سياسية لمنظمات فلسطينية، ثم وضعتها السلطات الإسرائيلية رهن الإقامة المنزلية الجبرية لمدة شهرين.
في 12 أكتوبر 1969 أصدرت السلطات الإسرائيلية قرارًا يقضي بإبعادها إلى خارج فلسطين، لتكون بذلك أصغر مبعدة فلسطينية ومن أوائل المبعدات الفلسطينيات، فأُبعِدت إلى الأردن والتحقت هناك بالجامعة الأردنية، وانخرطت رسميًا في تنظيم الجبهة الديمقراطية لتحرير فلسطين في الأردن، ومع اندلاع أحداث أيلول الأسود في الأردن عام 1970 فقد انتقلت إلى سوريا والتحقت بجامعة دمشق في تخصص بكالوريوس المحاسبة بكلية التجارة والاقتصاد في الجامعة حيث تخرجت منها لاحقًا.
أصحبت عضوة في المجلس الوطني الفلسطيني منذ الدورة العشرين للمجلس والمنعقدة في الجزائر بتاريخ 23 سبتمبر 1991.
وافقت إسرائيل عام 1996 وبضغوطٍ دولية على عودتها إلى فلسطين للمشاركة في اجتماعات المجلس الوطني الفلسطيني، لتعود بذلك بعد إبعادٍ قسري استمر لمدة سبعة وعشرون عامًا متواصلة.
شغلت عدة مناصب ضمن منظمة التحرير الفلسطينية وذلك في الصندوق القومي الفلسطيني والمجلس الوطني الفلسطيني والمجلس المركزي الفلسطيني، وهي أيضًا عضو الأمانة العامة للاتحاد العام للمرأة الفلسطينية.
في 6 فبراير 2022 تولت منصب عضوة في المجلس المركزي الفلسطيني، وسرعان ما أعلنت حينها ريما نزال برفقة حنان عشراوي كونهما أعضاء المجلس المركزي الفلسطيني عن عدم مشاركتهما في دورة المجلس المنعقدة حينها في رام الله، حيث قالت ريما: «إن عقد اجتماع المجلس المركزي بشكل متسرع وانفرادي ودون حوار مسبق بين القوى والفصائل السياسية بما يجسد الاحترام لأسس الشراكة والتعددية علاوة على استباق عقد الاجتماع نتائج الحوار الذي بدأته الجزائر وإعطائه الفرصة اللازمة قبل اجتماع المجلس المركزي الأمر الذي من شأنه مفاقمة وتعميق الانقسام».

## حياتها الشخصية
تزوجت عام 1975 من القيادي الفلسطيني خالد نزال الذي اغتيل في العاصمة اليونانية أثينا بتاريخ 9 يونيو 1986 على يد جهاز الموساد الإسرائيلي وذلك لمسؤوليته عن سلسلة من العمليات الهجومية الفلسطينية ضد إسرائيل، ولها منه اثنين من الأبناء وهما "ديما" و"غيث".

## مؤلفاتها
نشرت العديد من المقالات والأبحاث خصوصًا حول أوضاع المرأة الفلسطينية وقرار مجلس الأمن رقم 1325، وهي كاتبة دورية للمقالات في عدة صحف ومواقع إلكترونية.
في يونيو 2023 أصدرت كتابها "خالدٌ في حياتي" الذي تحدثت فيه عن سيرة زوجها خالد نزال، وقد جرى إطلاق الكتاب في حفلٍ رسمي بتاريخ 3 يوليو 2023 في "قاعة الجليل" بمتحف محمود درويش في مدينة رام الله بحضورٍ رسمي وثقافي.

## من أقوالها
- قالت ريما لقناة الجزيرة في مارس 2022: «إن مجرد العمل السياسي كان تحظره إسرائيل فترة الستينات، ورغم ذلك ظهرت المرأة بكامل عنفوانها وشاركت سياسيًا واجتماعيًا وحتى عسكريًا في المقاومة. إن تلك الحقبة شهدت نهوضًا كبيرًا للحركات النسوية لا سيما مع تشكل تنظيمات وفصائل العمل الوطني، حيث ظلت شعلة النضال متقدة في الداخل الفلسطيني وفي المنفى».[3]

## وصلات خارجية
- ريما نزال على موقع الحوار المتمدن
- ريما نزال تتحدث عن سيرتها، التلفزيون الفلسطيني، 7 يونيو 2023 على يوتيوب